# Kościół św. Jana Chrzciciela w Murzynowie Kościelnym
Kościół świętego Jana Chrzciciela w Murzynowie Kościelnym – rzymskokatolicki kościół parafialny należący do parafii pod tym samym wezwaniem (dekanat średzki archidiecezji poznańskiej).
Jest to świątynia wzniesiona w latach 1739–42. Ufundowana została przez kolegiatę średzką. W latach 1900–1903 została dobudowana murowana część nawy. W 1925 roku została wykonana polichromia.
Budowla jest drewniana, jednonawowa, wybudowana została w konstrukcji zrębowej, posiada dobudowaną, murowaną część nawy od frontu w stylu neogotyckim. Świątynia jest orientowana. Jej prezbiterium jest mniejsze w stosunku do nawy, zamknięte jest trójbocznie, z boku jest umieszczona zakrystia. Kościół nakryty jest dachem trójkalenicowym, pokrytym dachówką, na dachu znajduje się ośmiokątna wieżyczka na sygnaturkę. Zwieńcza ją barokowy, blaszany dach hełmowy z latarnią. Wnętrze nakryte jest stropem z kasetonami. Polichromia według projektu Antoniego Procajłowicza jest ozdobiona ornamentem roślinnym. Belka tęczowa jest fazowana. Późnobarokowe dwa ołtarze boczne powstały pod koniec XVIII wieku, natomiast ołtarz główny jest nowy. Chrzcielnica i ambona zostały wykonane w XIX wieku. Krucyfiks w stylu barokowym pochodzi z połowy XVII wieku.